# Bo Kaspers Orkester

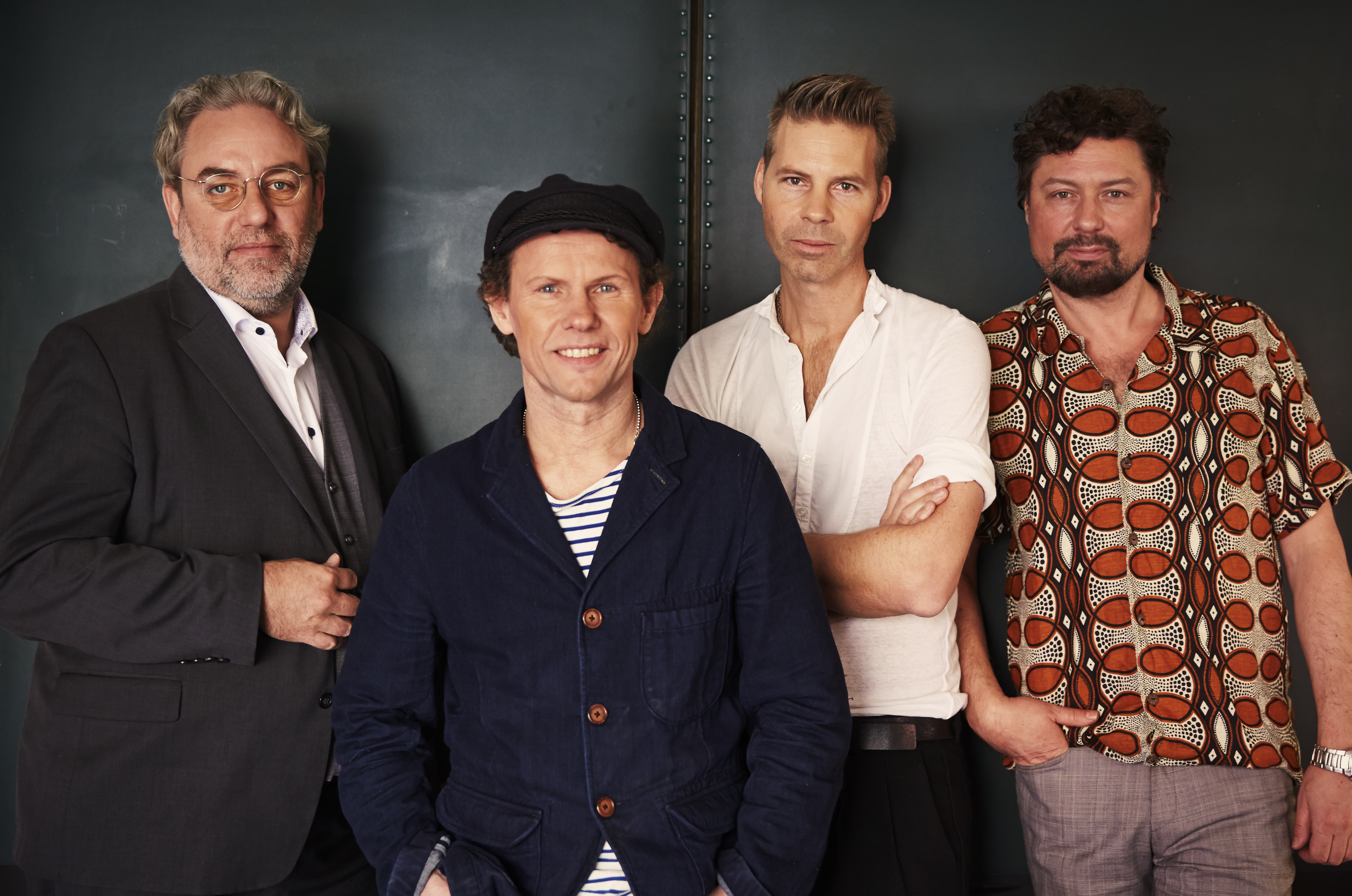
Bo Kaspers Orkester, 2015

Das Bo Kaspers Orkester ist eine schwedische Band der 1990er und 2000er Jahre. Die Band hat in den skandinavischen Ländern in zwei Jahrzehnten über 1,5 Millionen Alben verkauft. Ihre Musik mischt Pop-Rock mit Jazz-Elementen und zum Teil mit lateinamerikanischer Musik.

## Bandgeschichte
Gegründet wurde die Band 1991 von Sänger und Namensgeber Bo Kasper Sundström. Ihr Debütalbum Söndag i sängen, das 1993 veröffentlicht wurde, entstand unter Verwendung von Jazz-Samples und der Mitwirkung von Jazzmusikern wie Per „Rusktrask“ Johansson. Das Album erreichte Platz 25 der schwedischen Albumcharts.
Mit den folgenden Alben und als Band einer Fernsehshow steigerte sich die Popularität der Band. Das zweite Album På hotell wurde im Jahr darauf mit Gold ausgezeichnet und war in Norwegen somit grenzüberschreitend wahrgenommen worden. Das Easy-Listening-orientierte Album Amerika kam auf Platz drei. Mit dem poppigeren Album I centrum erreichten die Band 1998 erstmals die Chartspitze und wurden anschließend mit dem wichtigsten schwedischen Musikpreis Grammis als beste Interpreten des Jahres ausgezeichnet.
Bis dahin hatte sich das Bo Kaspers Orkester auch in Norwegen etabliert, mit den folgenden Alben Hittills (Best-of-Album) und Kaos, ihrem zweiten Nummer-eins-Album, schaffte die Band auch in Finnland und Dänemark Fuß zu fassen.
Bo Kasper hat 2005 unter dem Namen Bo Sundström ein Soloalbum mit dem Titel Skåne veröffentlicht, das in Schweden und Finnland in die Top Ten der Charts kam. Ende 2013 nahm er an Så mycket bättre teil, der schwedischen Version von Sing meinen Song, woraus das Album Så mycket Bo Kaspers Orkester resultierte.

## Mitglieder
- Bo Kasper Sundström, Sänger und Gitarrist
- Fredrik Dahl, Schlagzeuger
- Michael Malmgren, Bassist
- Mats Schubert, Pianist und Gitarrist

Ehemaliges Mitglied:
- Lars Halapi, Gitarrist (bis 1996)

## Diskografie

### Alben
| Jahr | Titel                         | Höchstplatzierung, Gesamtwochen, AuszeichnungChartplatzierungen (Jahr, Titel, Platzierungen, Wochen, Auszeichnungen, Anmerkungen) | Höchstplatzierung, Gesamtwochen, AuszeichnungChartplatzierungen (Jahr, Titel, Platzierungen, Wochen, Auszeichnungen, Anmerkungen) | Höchstplatzierung, Gesamtwochen, AuszeichnungChartplatzierungen (Jahr, Titel, Platzierungen, Wochen, Auszeichnungen, Anmerkungen) | Höchstplatzierung, Gesamtwochen, AuszeichnungChartplatzierungen (Jahr, Titel, Platzierungen, Wochen, Auszeichnungen, Anmerkungen) | Anmerkungen |
| Jahr | Titel                         | DK | FI | NO | SE | Anmerkungen |
| ---- | ----------------------------- | --- | --- | --- | --- | ----------- |
| 1993 | Söndag i sängen               | — | — | — | SE25 Gold · (12 Wo.)SE |             |
| 1994 | På hotell                     | — | — | NO4 Gold · (34 Wo.)NO | SE10 Gold · (31 Wo.)SE |             |
| 1996 | Amerika                       | — | — | NO5 (6 Wo.)NO | SE3 (31 Wo.)SE |             |
| 1998 | I centrum                     | — | — | NO12 (6 Wo.)NO | SE1 ×2Doppelplatin · (51 Wo.)SE                                                                                                   |             |
| 1999 | Hittills                      | — | FI8 Platin · (22 Wo.)FI | NO2 Gold · (29 Wo.)NO | SE2 Platin · (43 Wo.)SE |             |
| 2001 | Kaos                          | DK24 (14 Wo.)DK | FI7 (16 Wo.)FI | NO2 (13 Wo.)NO | SE1 Platin · (28 Wo.)SE |             |
| 2003 | Vilka tror vi att vi är       | DK7 (6 Wo.)DK | FI2 Gold · (12 Wo.)FI | NO8 (13 Wo.)NO | SE1 Platin · (22 Wo.)SE |             |
| 2006 | Hund                          | DK11 (3 Wo.)DK | FI6 (8 Wo.)FI | NO6 (19 Wo.)NO | SE1 Gold · (27 Wo.)SE |             |
| 2008 | 8                             | — | FI14 (7 Wo.)FI | NO6 (7 Wo.)NO | SE2 Gold · (18 Wo.)SE |             |
| 2009 | Samling                       | — | — | NO7 (8 Wo.)NO | SE4 Gold · (30 Wo.)SE |             |
| 2010 | New Orleans                   | — | FI8 (8 Wo.)FI | NO8 (7 Wo.)NO | SE1 Platin · (44 Wo.)SE |             |
| 2012 | Du borde tycka om mig         | DK13 (2 Wo.)DK | FI5 (5 Wo.)FI | NO4 (9 Wo.)NO | SE2 Gold · (23 Wo.)SE |             |
| 2014 | Så mycket Bo Kaspers Orkester | — | — | — | SE7 (11 Wo.)SE |             |
| 2015 | Redo att gå sönder            | — | FI18 (4 Wo.)FI | NO9 (7 Wo.)NO | SE1 Gold · (17 Wo.)SE |             |
| 2019 | 23:55                         | — | — | — | SE3 (6 Wo.)SE |             |
| 2021 | I denna mörka vintertid       | — | — | — | SE14 (8 Wo.)SE |             |
| 2023 | Landet vi ärvde               | — | — | — | SE9 (3 Wo.)SE |             |

grau schraffiert: keine Chartdaten aus diesem Jahr verfügbar

### Singles
| Jahr | Titel Album                      | Höchstplatzierung, Gesamtwochen, AuszeichnungChartplatzierungen (Jahr, Titel, Album, Platzierungen, Wochen, Auszeichnungen, Anmerkungen) | Höchstplatzierung, Gesamtwochen, AuszeichnungChartplatzierungen (Jahr, Titel, Album, Platzierungen, Wochen, Auszeichnungen, Anmerkungen) | Anmerkungen                           |
| Jahr | Titel Album                      | NO | SE | Anmerkungen                           |
| ---- | -------------------------------- | --- | --- | ------------------------------------- |
| 1998 | Undantag I centrum               | — | SE58 (2 Wo.)SE |                                       |
| 2001 | Ett fullkomligt kaos Kaos        | — | SE43 (1 Wo.)SE |                                       |
| 2003 | Långsamt Vilka tror vi att vi är | — | SE54 (2 Wo.)SE |                                       |
| 2006 | I samma bil Hund                 | NO16 (2 Wo.)NO | SE9 (16 Wo.)SE | Erstveröffentlichung: 30. August 2006 |
| 2007 | 3 Is a Magic Number –            | — | SE26 (5 Wo.)SE |                                       |
| 2008 | Innan allt försvinner 8          | NO11 (3 Wo.)NO | SE23 (8 Wo.)SE |                                       |
| 2009 | Vi kommer aldrig att dö Samling  | — | SE45 (1 Wo.)SE |                                       |